# Теодозій (Годебський)
Теодо́зій Годе́бський герба Годземба (світське ім'я Теофіл Годебський, пол. Teodozy (Teofil) Godebski herbu Godziemba; 1686 — 12 вересня 1756) — релігійний діяч, василіянин, архієрей Руської унійної церкви. Єпископ пінський і турівський (1720–30), володимирський і берестейський (1730–56).

## Життєпис
Походив з шляхетського роду Годебських герба Годземба. Син Василя Годебського (в інших документах — Петра) та Єлизавети з П'ясецьких.
В 1706—1710 роках навчався логіці, філософії та теології (богослів'ю) в Грецькій колегії в Римі. Після чого був проповідником в Свято-Успенському Жировицькому монастирі. Згодом став настоятелем Антопільського (за іншими даними Тороканського під Антополем) та архімандритом Хоробрівського (Хоробровицького) монастирів.
Після смерті (4 квітня 1719 року) Пінсько-Турівського єпископа Йоакима Цехановського Теодозія Годебського було призначено адміністратором цієї єпархії, а в 1720 році він став уже її єпископом і суфраганом митрополита Київського.
- Під час Замойського синоду УГКЦ 8 вересня 1720 року висвячений греко-католицьким митрополитом Київським, Галицьким та всієї Русі Левом II Кишкою на єпископа Пінського і Турівського.
- В 1730 році переведений на посаду єпископа Володимирського і Берестейського, на якій перебував до своєї смерті 12 вересня 1756 року.